# Nerio
Pour les articles homonymes, voir Nerio (homonymie).
Nerio ou Neriene est, dans l'ancienne religion romaine, une divinité guerrière d'origine sabine. Elle était la partenaire de Mars dans d'anciennes pratiques cultuelles et était parfois identifiée à la déesse Bellone, ainsi qu’occasionnellement à la déesse Minerve. Nerio a ensuite été supplanté par des divinités mythologiques qui furent appropriées puis adaptées d'autres religions.

## Étymologie
Le nom de Nerio vient de la racine indo-européenne *ner-, qui porte l'idée de force et de vaillance.

## Mythe
Peu d'informations nous sont parvenus sur Nerio. La littérature antique semblant la désigner comme la maîtresse ou l'une des deux épouses du dieu de la guerre Mars, l'autre étant Moles.

## Culte
Nerio est associée, dans les prières rituelles et lors de la cérémonie du tubilustrium (23 mars), à Mars; on lui consacrait quelquefois les dépouilles prises aux ennemis.

## Représentations
C'est Nerio qu'il faut reconnaître, selon Fernand de Visscher, dans une statue de marbre trouvée en 1951 dans les fouilles d'Alba Fucens.